# Уліб Ігорович
Уліб Ігорович (пом. 971) — імовірно, син князя Ігоря Рюриковича і брат князя Святослава. Відомий тільки з утраченого Якимівського літопису, достеменність якого невідома.

## Біографія
Про його життя й діяльність відомо дуже мало. Якимівський літопис В. М. Татищева називає Уліба єдиним братом великого князя Київського Святослава Ігоровича. Михайло Брайчевський запропонував дві версії спорідненості з київськими князями: або він був молодшим сином Ігоря та Ольги, або двоюрідним братом Святослава. При цьому останнє історик вважав більш імовірним. Деякі історики вважають, що саме Уліб очолював похід на Бердаа і загинув там. Це б пояснило, чому в договорі 944 року Уліб представлений через свою дружину Сфандру (оскільки він у цей час був у Бердаа), а про загибель керівника походу відомо з арабських джерел.
Згідно з Якимівським літописом Уліб Ігорович загинув під час війни Русі з Візантією у 971 році. На початку візантійці запропонували Святославу розграбувати Болгарію і змусити відмовитися від візантійської данини. Святослав захопив більшу частину Болгарії та вирішив залишити ці землі за собою. Імператор Візантії Іоанн I Цимісхій вирушив в похід проти русів, оскільки сам накинув оком на Болгарське царство. У результаті цієї війни руське військо після героїчної оборони Доростола, що супроводжувалася великими втратами, залишило Болгарію. Потім, після повернення додому, Святослав Ігорович застав біля Дніпровських порогів печенігів і відійшов на зимівлю в гирлі Дніпра. Весь цей похід Уліб був керівником християнської частини дружини. Під час голодної зимівлі Руси-язичники звинуватили в поразці русів-християн, які, на їхню думку, прогнівили язичницьких богів. Усіх християн, у тому числі главу християнського контингенту Уліба стратили. Страта язичницькою частиною дружини християнської складової говорить про переважну перевагу першої, оскільки зі Святославом зимувати залишилися лише найвідданіші язичники та брат зі своєю дружиною.

## Сім'я
Олег Рапов зіставляв Гліба з Якимівського літопису з Улібом договору 944 року «Повісті временних літ». Згідно з угодою, серед послів фігурує Шихберн, який представляв Сфандру, дружину Уліба. Ототожнення його з Улібом/Ульвом, батьком Рогволода (Регінвальда) Ульвссона сумнівне, оскільки за загальноприйнятою версією його батьком був Ульв. Про інших дітей нічого невідомо.